# Lúcio Pórcio Catão
Lúcio Pórcio Catão (m. 89 a.C.; em latim: Lucius Porcius Cato), dito Saloniano por causa de seu pai, foi um político da gente Pórcia da República Romana eleito cônsul em 89 a.C. com Cneu Pompeu Estrabão. Era filho de Marco Pórcio Catão Saloniano e neto de Catão, o Velho. Marco Pórcio Catão Saloniano, o Jovem, era seu irmão.

## Carreira
Em 100 a.C., Catão foi eleito tribuno da plebe e, dez anos depois, no auge da Guerra Social, tribuno militar. Em 89 a.C., foi eleito cônsul com Cneu Pompeu Estrabão seguiu para lutar contra os mársios, mas acabou morto na Batalha do Lago Fucino. Apesar de se assumir geralmente que Catão tenha sido morto por soldados inimigos, o que levou à derrota romana, pelo menos uma fonte afirma que o inspirador, se não o próprio mandante, da morte de Lúcio teria sido Caio Mário, o Jovem, uma punição por Catão ter se gabado de que suas vitórias estavam no mesmo nível das vitórias Caio Mário sobre os cimbros.